# شوینتوشوو
شوینتوشوو (به لهستانی:  Świętoszów) یک روستا در لهستان است که در گمینا اوشچنگتسا واقع شده‌است. شوینتوشوو ۲٬۰۳۶ نفر جمعیت دارد و ۱۴۰ متر بالاتر از سطح دریا واقع شده‌است.